# أنطونيو دياز (لاعب كرة قدم)
أنطونيو دياز (بالإسبانية: Antonio Díaz Campos) هو لاعب كرة قدم تشيلي في مركزي الهجوم والدفاع، ولد في 2000 في رانكاغوا في تشيلي. لعب مع نادي أوهيجينس.